# Викторовка (Добропольский район)
Викторовка (укр. Вікторівка) — село на Украине, находится в Добропольском районе Донецкой области.
Код КОАТУУ — 1422055501. Население по переписи 2001 года составляет 25 человек. Почтовый индекс — 85020. Телефонный код — 6277.

## История
Бой под Викторовкой

## Адрес местного совета
85020, Донецкая область, Добропольский р-н, пгт. Святогоривка, ул.Поштова, 10, 2-47-04